# Глем рок
Глем рокът произхожда от началото на 70-те години, когато изпълнители като Дейвид Боуи, Слейд, Ти Рекс, Гери Глитър и Суийт пробиват в рока. Свирейки поп рок, те си слагат грим, червило, високи ботуши и ярки сценични костюми. В музиката им често има сексуален подтекст, уличен имидж и песента се характеризира с повтарящи се, но заразителни припеви. Оттогава този основен стил е преобразяван от последващите поколения рокгрупи в по-твърда и по-мощна форма.